# IP7

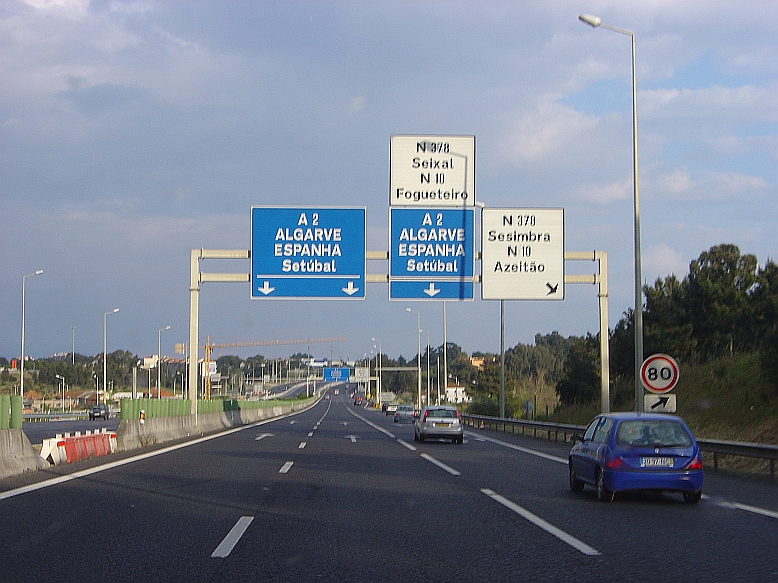
Nó do Fogueteiro, na A 2.

O IP7 - Itinerário Principal n.º 7  é um Itinerário Principal de Portugal.
Liga Camarate (Loures) à fronteira do Caia, em Elvas, sempre em perfil de auto-estrada. O IP7 engloba, neste caso as seguintes estradas e auto-estradas:
- Eixo Norte-Sul: Camarate (CRIL) — Lisboa (Ponte 25 de Abril), sinalizado como IP 7
- A2: Lisboa (Ponte 25 de Abril) — Marateca
- A6: Marateca — Caia (fronteira)

## Saídas

### Lisboa - Caia

#### IP7 (Eixo Norte-Sul): Lisboa (Sacavém) — Lisboa (Ponte 25 de Abril)
| Número da Saída | Nome da Saída                          | Estrada que liga                     |
| --------------- | -------------------------------------- | ------------------------------------ |
| 11              | Camarate / Sacavém                     | A 36 (CRIL)                          |
| 10              | Alto do Lumiar                         |                                      |
| 9               | Ameixoeira                             |                                      |
| 8               | Avenida Padre Cruz / A 8               | A 8                                  |
| 8A              | Telheiras / Carnide                    | N 249-3                              |
| 7               | Avenida General Norton de Matos / A 37 | Avenida General Norton de Matos A 37 |
| 6A              | Hospital de Santa Maria                |                                      |
| 6               | Entre-Campos                           |                                      |
| 5               | Sete Rios                              |                                      |
| 4               | Radial de Benfica                      |                                      |
| 3               | Praça de Espanha                       |                                      |
| 2               | Marquês de Pombal                      |                                      |
| 1               | A 5 / A 2 / Pte. 25 de Abril           | A 5 A 2                              |

#### A2: Lisboa (Ponte 25 de Abril) — Marateca
| Número da Saída | Nome da Saída         | Estrada que liga |
| --------------- | --------------------- | ---------------- |
|                 | Lisboa                | Eixo Norte-Sul   |
| 1               | Almada / Caparica     | IC20             |
| 2               | Fogueteiro / Sesimbra | N10/N378         |
| 3               | Barreiro / Montijo    | IC21 / IC32      |
| 4               | Palmela               | N 252            |
| 5               | Setúbal / Lisboa      | A12              |
| 6               | Marateca              | N10              |
| 7               | A 2 / A 13 / A 6      | A 2 A 13 A 6     |

#### A6: Marateca — Caia
| Número da Saída | Nome da Saída    | Estrada que liga  |
| --------------- | ---------------- | ----------------- |
|                 | A 2 / A 13       | A 13 A 2          |
| 1               | Vendas Novas     | N 4               |
| 2               | Montemor (oeste) | N 114             |
| 3               | Montemor (este)  | N 4               |
| 4               | Évora (poente)   | N 114             |
| 5               | Évora (nascente) | IP 2 N 18         |
| 6               | Estremoz         | IP 2              |
| 7               | Borba            | N 4               |
| 8               | Elvas (oeste)    | N 4               |
| 9               | Santa Eulália    | N 246             |
| 10              | Campo Maior      | N 373             |
| 11              | Elvas (este)     | N 4               |
| 12              | Caia             |                   |
| 13              | Badajoz          | A 5 (Espanha) N-V |

## Fotos

Troço do IP7 perto do LumiarTroço do IP7 perto do Lumiar
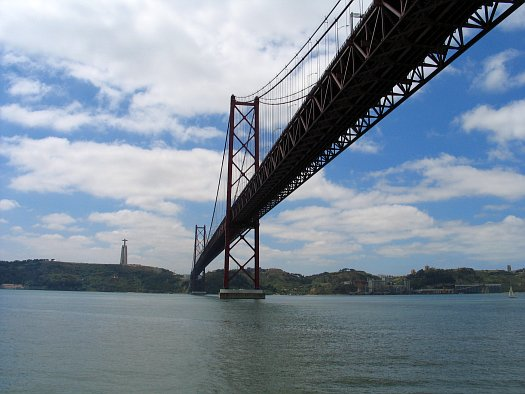
A Ponte 25 de Abril  situa-se no extremo sul do IP7 (Eixo Norte-Sul) e no extremo norte da A 2.
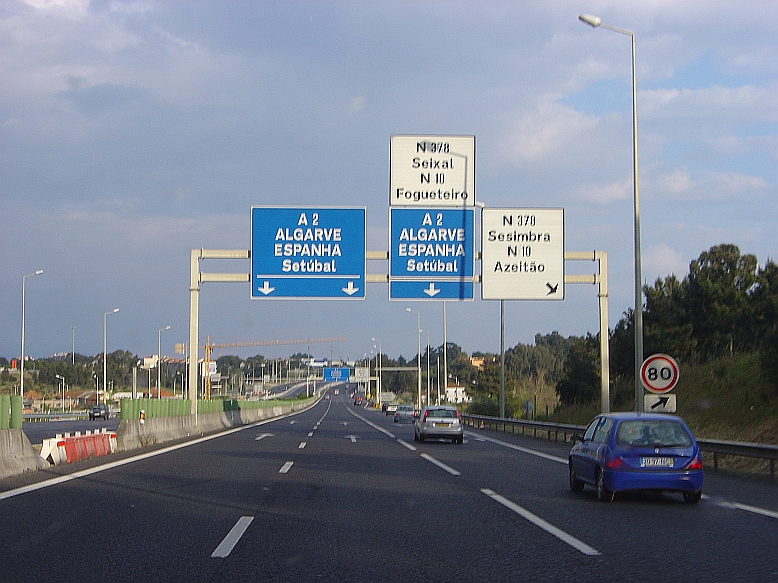
Nó do Fogueteiro, na A 2.